# Paisatge rural amb figures
Paisatge rural amb figures és una pintura sobre taula feta per Ramon Martí Alsina el 1894 conservada a la Biblioteca Museu Víctor Balaguer, amb el número de registre 1650 d'ençà que va ingressar el 1956, formant part de l'anomenat "Llegat 1956"; un conjunt d'obres provinents de la col·lecció Lluís Plandiura- Victòria González.
És un paisatge hivernal amb un camí central voltat d'arbres amb vianants i un poble a la dreta.
Al quadre hi ha la inscripció R. Martí Alsina (inferior dret) Al darrere: Ramon Martí Alsina/ 1826-1894; Al darrere: Esposa del grabador Buxó y madre de Luis, pintor y Matilde, casada esta con Don Antonio Caba / Antoni Caba / 1838-1907.